# Lijst van spelers van MFK Košice
Deze lijst omvat voetballers die bij de Slowaakse voetbalclub MFK Košice spelen of gespeeld hebben. De spelers zijn alfabetisch gerangschikt.

## A
- Milos Adam
- Fahrudin Alickovic
- Antonio Mejías

## B
- Andrej Babcan
- Imrich Babinčák
- Vít Baránek
- Peter Bašista
- Miloš Belák
- Rastislav Belicak
- Branislav Benko
- Mário Bicák
- Kosta Bjedov
- Ján Blahusiak
- Marian Bochnovic
- Tomas Bohacik
- Jozef Brudnak
- Peter Bugar
- Martin Bukata

## C
- Juraj Chupáč
- Róbert Cicman
- Vladimir Cifranic
- Matúš Čonka
- Kamil Čontofalský
- Bojan Čukić
- Peter Čvirik

## D
- Ondrej Daňko
- Coulibaly Diaby
- Omar Diaby
- Matúš Digoň
- Pavol Diňa
- Timon Dobias
- Miroslav Drobnak
- Ondrej Duda
- Peter Ďurica
- Lukáš Džogan
- Peter Dzurik
- Ivan Đoković

## F
- Marek Fabula
- Lubomir Faktor
- Anton Flešár
- Peter Furda

## G
- Lubos Gajdos
- Peter Gál-Andrezly
- Almir Gegic
- Tomas Gerich
- Radoslav Gondoľ
- Pavol Gostič

## H
- František Hanc
- Michal Hipp
- Zsolt Hornyák
- Juraj Hovančík
- Tomáš Huk

## I
- Ondrej Ilko
- Floris Isola

## J
- Milan Jambor
- Lukáš Janič
- Vladimír Janočko
- Mirko Jovanović
- Martin Juhár
- Norbert Juracka
- Pavol Jurčo
- Roman Jurko

## K
- Pavol Kamesch
- Patrik Kaminsky
- Kamil Karaš
- Stefan Karasek
- Peter Kavka
- Stanislav Kišš
- Milos Klimek
- Jaroslav Kolbas
- Ivan Kozak
- Ján Kozák
- Jozef Kozlej
- Radoslav Kral
- Vladimír Kražel
- Tomáš Kubík
- Kamil Kuzma

## L
- Vladimír Labant
- Tomas Labun
- Ivan Lapsansky
- Lubomir Lapsansky
- Rastislav Lazorik
- Jan Lesniak
- Tomas Libic
- Martin Lipcák
- Oleg Lipinski
- Ivan Lisivka
- Juraj Liska
- Fernando López
- Marek Lukac
- Ruslan Lyubarskiy

## M
- Pavol Majerník
- Jozef Majoroš
- Lubomir Mati
- Nemanja Matić
- Uroš Matić
- Tomas Medved
- Marko Milinković
- Stefan Milojevic
- Roland Moder
- Ladislav Molnar

## N
- Miroslav Nemec
- Szilard Nemeth
- Ján Novák
- Robert Novák
- Samir Nurkovic

## O
- Martin Obsitník
- Jaroslav Olejár
- Ivan Ondruška
- Ladislav Onofrej
- Radek Oprsal
- Tomáš Oravec
- Ivan Ostojić

## P
- Erik Pačinda
- Michal Pančík
- František Pavúk
- Pavol Piatka
- Peter Pirosko
- Viktor Pobegaiev
- Jaroslav Pollák
- Karol Prazenica
- Miloje Preković
- Martin Prohaszka
- Slavomír Prúcny
- Gejza Pulen
- Matúš Putnocký

## R
- Sakir Redzepi
- Roland Repiský
- Lubomir Rusinko
- Albert Rusnak
- Stefan Rusnak
- Matúš Ružinský

## S
- Ivo Schmucker
- Nikola Schreng
- Ivan Schulcz
- Borius Sekulić
- Miroslav Seman
- Robert Semenik
- Filip Serecin
- Roman Simko
- Július Šimon
- Peter Šinglár
- Radoslav Skolnik
- Dávid Škutka
- Jozef Skvašík
- Peter Slicho
- Stanislav Smrek
- Aleksey Snigirev
- Anton Soltis
- Jaroslav Sovic
- Miroslav Sovic
- Vladan Spasojević
- Marek Spilar
- Bogdan Stefanovic
- Gerrit Stoeten
- Roman Strba
- Marian Strelec

## T
- András Telek
- Darko Tofilovski
- Rastislav Tomovcik
- Dusan Toth
- Mikuláš Tóth

## U
- Robert Ujcik
- Rudolf Urban
- Karel Urbanek

## V
- Erik Vágner
- Blažej Vaščák
- Miroslav Viazanko
- Lubos Vojtasko
- Jozef Vukušič
- Martin Vyskoč

## W
- Vladimír Weiss

## Z
- Radoslav Zabavník
- Tibor Zatek
- Róbert Zeher
- Rudolf Zibrinyi
- Štefan Zošák
- Vladislav Zvara